# Tukotuko wydmowy
Tukotuko wydmowy (Ctenomys bergi) – gatunek gryzonia z rodziny tukotukowatych (Ctenomyidae). Występuje w Ameryce Południowej, gdzie odgrywa ważną rolę ekologiczną. Siedliska tukotuko wydmowego położone są na południowo-zachodnich terenach argentyńskiej prowincji Córdoba. Międzynarodowa Unia Ochrony Przyrody (IUCN) wymienia ten gatunek w Czerwonej księdze gatunków zagrożonych jako gatunek narażony i oznacza go akronimem VU.